# تعمیدگاه

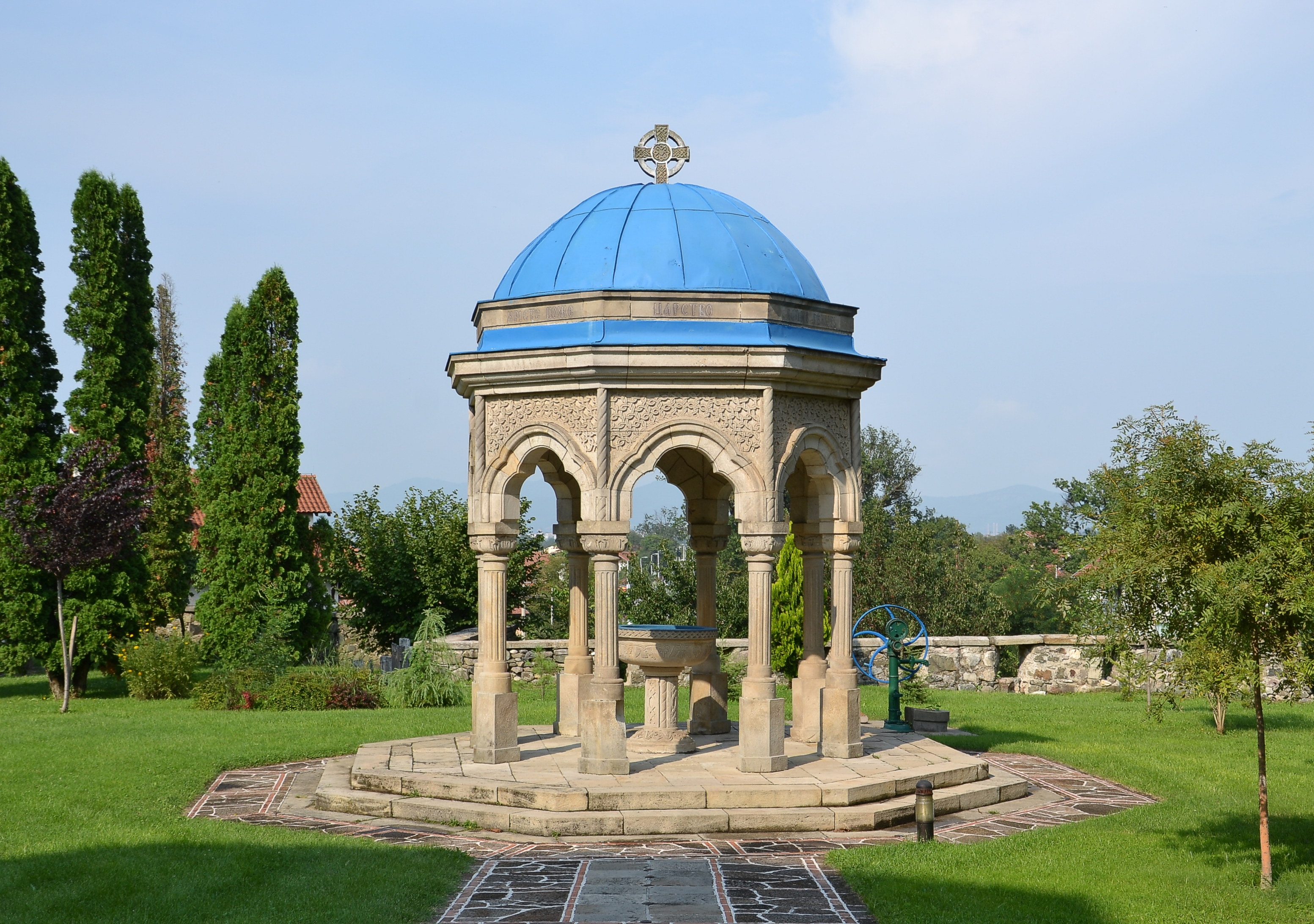
تعمیدگاهی در نزدیکی کرالیفو، صربستان

تعمیدگاه (به انگلیسی: baptistery) سازه‌ای در معماری مسیحی است که حوضچهٔ تعمید را در مرکز خود در بر می‌گیرد. تعمیدگاه‌ها ممکن است در خود ساختمان کلیسا و در کنار محراب یا به صورت ساختمانی جداگانه در نزدیکی آن باشند. اهمیت مذهبی و گاه شکوه معماری تعمیدگاه نشان‌دهندهٔ اهمیت تاریخی غسل تعمید برای مسیحیان است.